# Elkesley
Elkesley is een civil parish in het bestuurlijke gebied Bassetlaw, in het Engelse graafschap Nottinghamshire met 822 inwoners.